# Данди (кекс)
Кекс Данди (Данди кейк; англ. Dundee cake) — шотландский кекс с коринкой, изюмом из белого кишмиша и миндалём, иногда также с цедрой, один из национальных десертов Шотландии.
Своё название кекс получил в честь шотландского города Данди, где его в XVIII веке производила в коммерческих масштабах компания «Keiller's marmalade» (англ.). Однако, история этого десерта может быть куда более длинной. Так, существует популярная легенда, согласно которой первый подобный кекс был создан  XVI веке специально для королевы Марии Стюарт, которой не нравился кекс с засахаренной вишней, которую в новом предложенном ей рецепте заменил миндаль. В итоге каприз монаршей особы стал национальной традицией.

## В массовой культуре
По утверждению британских журналистов кекс Данди является одним из любимых блюд королевы Елизаветы II. В британском фильме 2002 года  «Черчилль» (оригинальное английское название «The Gathering Storm») кекс Данди также показан, как любимое блюдо Уинстона Черчилля.